# Église Saint-Leu de Proix
L'église Saint-Leu est une église située à Proix, en France.

## Localisation
L'église est située sur la commune de Proix, dans le département de l'Aisne.